# Artūras Kasputis
Artūras Kasputis (Klaipėda, 26 februari 1967) is een voormalig Litouws wielrenner. Hij werd in 1988 olympisch kampioen op de ploegenachtervolging met de ploeg van de Sovjet-Unie. In 1992 werd hij prof bij de Colombiaanse Postobon-ploeg. In 1993 reed hij rond met een persoonlijke sponsor. De rest van zijn profcarrière heeft hij voor Franse ploegen gereden. Anno 2023 is hij nog altijd actief als ploegleider bij AG2R-La Mondiale. Waar hij in 2005 mee startte. Tussen 2008 en 2011 was Kasputis  niet actief in het wielrennen. In 2012 zette hij zijn loopbaan als ploegleider bij AG2R voort.

## Belangrijkste overwinningen
1985
- Wereldkampioen Achtervolging (baan), Junioren

1986
- Ronde van Egypte

1987
- Eindklassement Ronde van Marokko

1988
- Olympische kampioen Ploegenachtervolging (baan), Elite (met Vjatsjeslav Jekimov, Dmitri Neljoebin en Gintautas Umaras)

1991
- Circuito Montañés

1992
- 2e etappe deel a Route du Sud
- Eindklassement Route du Sud

1994
- 1e etappe deel A Route du Sud

1996
- 1e etappe Dauphiné Libéré

1999
- Eindklassement Circuit des Mines

2000
- 2e etappe Vierdaagse van Duinkerke
- 4e etappe deel B Ronde van Denemarken

## Resultaten in voornaamste wedstrijden
| Jaar | Ronde van Italië | Ronde van Frankrijk | Ronde van Spanje |
| ---- | ---------------- | ------------------- | ---------------- |
| 1992 |                  | 71e                 | 32e              |
| 1994 |                  | 44e                 |                  |
| 1995 |                  | 75e                 |                  |
| 1996 |                  |                     | opgave           |
| 1997 |                  | 93e                 |                  |
| 1998 | opgave           |                     | opgave           |
| 1999 |                  |                     |                  |
| 2000 |                  | opgave              |                  |

| Jaar | Milaan-San Remo | Parijs-Roubaix | Luik-Bast.‑Luik |
| ---- | --------------- | -------------- | --------------- |
| 1992 | 140e            |                | 73e             |
| 1994 |                 |                |                 |
| 1995 |                 |                |                 |
| 1996 |                 |                |                 |
| 1997 |                 |                |                 |
| 1998 |                 |                |                 |
| 1999 |                 | 35e            |                 |
| 2000 |                 |                |                 |

1908: Jones, Kingsbury, Meredith, Payne ·
1920: Magnani, Carli, Ferrario, Giorgetti ·
1924: De Martini, Dinale, Menegazzi, Zucchetti ·
1928: Facciani, Gaioni, Lusiani, Tasselli ·
1932: Pedretti, Borsari, Cimatti, Ghilardi ·
1936: Nizerhy, Charpentier, Goujon, Lapébie ·
1948: Decanali, Adam, Blusson, Coste ·
1952: Morettini, Campana, de Rossi, Messina ·
1956: Gasparella, Domenicali, Faggin, Gandini ·
1960: Vigna, Arienti, Testa, Vallotto ·
1964: Streng, Claesges, Henrichs, Link ·
1968: Lyngemark, Olsen, Asmussen, Jensen ·
1972: Schumacher, Colombo, Haritz, Hempel ·
1976: Vonhof, Braun, Lutz, Schumacher ·
1980: Manakov, Movtsjan, Ossokin, Petrakov ·
1984: Grenda, Turtur, Nichols, Woods ·
1988: Jekimov, Kasputis, Neljoebin, Oemaras ·
1992: Fulst, Glöckner, Lehmann, Steinweg ·
1996: Capelle, Ermenault, Monin, Moreau ·
2000: Fulst, Bartko, Becke, Lehmann ·
2004: Brown, McGee, Lancaster, Roberts ·
2008: Clancy, Manning, Thomas, Wiggins · 
2012: Burke, Clancy, Kennaugh, Thomas · 
2016: Burke, Clancy, Doull, Wiggins · 
2020: Consonni, Ganna, Lamon, Milan · 
2024:  Bleddyn, Welsford, Leahy, O'Brien
Wielerploegen van Artūras Kasputis
Biondi ·
Bourgeot ·
Caritoux ·
Chanteur ·
Chaubet ·
Delphis ·
Esnault ·
Forest ·
Foucachon ·
Furlan ·
Guazzini ·
Kasputis ·
Kirsipuu ·
Kozlitin ·
Pineau ·
Ribeiro ·
Bouvard (stagiair) ·
Bozzi (stagiair) ·
Delbove (stagiair)
Arroyo ·
Bourgeot ·
Bouvard ·
Caritoux ·
Chanteur ·
Delbove ·
Delphis ·
Guazzini ·
Kasputis ·
Kirsipuu ·
Kozlitin ·
Locatelli ·
Manin ·
Philipot ·
Pineau ·
Vermey ·
Mengin (stagiair) ·
Moreau (stagiair) ·
Prétot (stagiair) 
Arroyo ·
Bernard ·
Bourgeot ·
Bouvard ·
Chanteur ·
Cornillet ·
Delbove ·
Delion ·
Kasputis ·
Kirsipuu ·
Locatelli ·
Louviot ·
Manin ·
Mengin ·
Vermey ·
Bessy (stagiair) ·
Duzellier (stagiair) ·
Guénée (stagiair)
Agnolutto ·
Aubier ·
Barthe ·
Bessy ·
Bordenave ·
Chanteur ·
de Las Cuevas ·
Gougot ·
Jarno (tot 31/08) ·
Kasputis ·
Kirsipuu ·
Locatelli ·
Mengin ·
Bouniot (stagiair) ·
Lefèvre (stagiair) ·
Meneghetti (stagiair) 
Agnolutto ·
Aus ·
Barthe ·
Bessy ·
Bordenave ·
Bozzi ·
Cali ·
Chanteur ·
Durand ·
Elli ·
Gougot ·
Järmann ·
Kasputis ·
Kirsipuu ·
Lefèvre ·
Massi ·
Pontier ·
Richard  ·
Saligari ·
Streel ·
Vinokoerov ·
Oriol (stagiair) ·
Ramel (stagiair) 
Agnolutto ·
Aus ·
Barthe ·
Bessy ·
Bouvard ·
Cali ·
Chanteur ·
Durand ·
Elli ·
Gougot ·
Hamburger ·
Järmann ·
Kasputis ·
Kirsipuu ·
Lefèvre ·
Massi ·
Oriol ·
Richard  ·
Saligari ·
Salmon ·
Streel ·
Vinokoerov ·
Flickinger (stagiair) ·
Mizoerov (stagiair) ·
Pencolé (stagiair) 
Agnolutto ·
Aus ·
Barthe ·
Bessy ·
Chanteur ·
Delrieu ·
Flickinger ·
Gougot ·
Kasputis ·
Kirsipuu ·
Lefèvre ·
Maignan ·
Oriol ·
Roux ·
Salmon ·
Vinokoerov ·
Dessel (stagiair) ·
Mändoja (stagiair) ·
Turpin (stagiair) 
Agnolutto · Aus · Barthe · Bordenave · Botsjarov · Chanteur · Delrieu · Estadieu · Kasputis · Kirsipuu · Kivilev · Maignan · Mändoja · Salmon · Turpin · Grux (stagiair) · Inaudi (stagiair) · Thollet (stagiair) 
Agnolutto · 
Aus · 
Balčiūnas · 
Bergès · 
Bordenave · 
Botsjarov · 
Capelle ·
Delrieu · 
Demarbaix · 
Estadieu · 
Grux ·
Inaudi ·  
Kasputis · 
Kirsipuu · 
Loder · 
Maignan · 
Mändoja · 
Salmon · 
Turpin · 
Couge (stagiair) · 
Laidoun (stagiair) · 
Portal (stagiair) 
Agnolutto · 
Astarloza ·
Aus · 
Balčiūnas · 
Bergès · 
Botsjarov · 
Capelle ·
Chaurreau · 
Demarbaix (tot 31/05) · 
Estadieu · 
Flickinger ·
Grux ·
Inaudi ·  
Kasputis · 
Kirsipuu · 
Laidoun ·
Loder · 
Mändoja · 
Oriol ·
Paumier · 
Portal ·
Trastour · 
Turpin · 
Mondory (stagiair) · 
Pütsep (stagiair) · 
Scanlon (stagiair) 